# Charles Denner
Charles Denner (n. 29 mai 1926 – d. 10 septembrie 1995) a fost un actor francez de film.

## Filmografie
- 1941: Volpone, regia Maurice Tourneur
- 1946: Rappel à la vie / Der Ruf tsum leben de Maurice Wolf et Élie Davidson - figurație un soldat german
- 1954: Poisson d'avril, regia Gilles Grangier
- 1955: Les Hommes en blanc, regia Ralph Habib
- 1955: La Meilleure Part d'Yves Allégret
- 1957: Ascenseur pour l'échafaud (Ascenseur pour l'échafaud), regia Louis Malle
- 1962: Landru, regia Claude Chabrol - Henri-Désiré Landru
- 1964: Mata Hari, agent H21, regia Jean-Louis Richard
- 1964: L'Aube des damnés, regia Ahmed Rachedi
- 1964: La Vie à l'envers, regia Alain Jessua
- 1964: Les Pieds nickelés, regia Jean-Claude Chambon
- 1964: Les Plus Belles Escroqueries du monde, regia Claude Chabrol
- 1965: Marie-Chantal contre docteur Kha, regia Claude Chabrol
- 1965: Compartimentul ucigașilor (Compartiment tueurs), regia Costa-Gavras
- 1966: Le Vieil Homme et l'Enfant, regia Claude Berri
- 1966: YUL 871, regia Jacques Godbout
- 1966: Le Voleur, regia Louis Malle
- 1968: Mireasa era în negru (La mariée était en noir), regia François Truffaut
- 1968: La Trêve, regia Claude Guillemot
- 1969: Le Corps de Diane, regia Jean-Louis Richard
- 1969: Z, regia Costa-Gavras
- 1970: Le Voyou, regia Claude Lelouch
- 1971: Mirii anului II (Les Mariés de l'an II), regia Jean-Paul Rappeneau
- 1971: Poliția sub acuzare (Les Assassins de l'ordre), regia Marcel Carné
- 1972: L'aventure c'est l'aventure, regia Claude Lelouch
- 1972: Une belle fille comme moi de François Truffaut : Arthur
- 1973: Vecinii de dedesubt (Les Gaspards), regia Pierre Tchernia
- 1973: Un officier de police sans importance, regia Jean Larriaga
- 1973: L'Héritier, regia Philippe Labro
- 1973: Défense de savoir, regia Nadine Trintignant
- 1974: Toute une vie, regia Claude Lelouch
- 1975: Vous ne l'emporterez pas au paradis, regia François Dupont-Midy
- 1975: Peur sur la ville, regia Henri Verneuil
- 1976: La Première Fois, regia Claude Berri
- 1976: Mado, regia Claude Sautet
- 1976: Si c'était à refaire, regia Claude Lelouch
- 1977: Bărbatul care iubea femeile (L'Homme qui aimait les femmes), regia François Truffaut
- 1978: L'Affaire Savolta, regia Antonio Drove
- 1978: Robert et Robert, regia Claude Lelouch
- 1980: Le Cœur à l'envers, regia Franck Apprederis
- 1982: L'Honneur d'un capitaine, regia Pierre Schoendoerffer
- 1982: O mie de miliarde de dolari (Mille milliards de dollars), regia Henri Verneuil
- 1983: Stella, regia Laurent Heynemann
- 1983: Les Années 80, regia Chantal Akerman
- 1983: Rock'n Torah sau Le préféré, regia Marc-André Grynbaum
- 1986: L'Unique, regia Jérôme Diamant-Berger
- 1986: Golden Eighties, regia Chantal Akerman